# Marilou Duringer
Marilou Duringer, née le 1er septembre 1948, après son mariage Marilou Duringer-Eckert, est une footballeuse française et toujours active dans son club et à la Fédération française de football. Le journaliste et écrivain Pascal Grégoire-Boutreau la qualifie de « personnalité incontestée et championne du football féminin français ».

## Carrière
Lorsqu'au milieu des années 1960, le football féminin en France a connu une renaissance, à partir du Nord, de la Champagne et de l'Alsace. Marilou Duringer appartenait aux pionniers de celui-ci, toléré par la fédération française de football (FFF) mais pas encore reconnu, encore moins soutenu par le monde du football. Enfant, elle regardait les matchs des hommes avec son père et ses frères le dimanche,. Dès 16 ans, elle a joué régulièrement dans une équipe féminine, qui avait été officiellement enregistrée au FC Schwindratzheim, et est devenue l'une des premières femmes françaises avec une licence de joueur officielle. Seulement cinq ans plus tard, en mars 1970, la FFF a  officiellement décidé de reconnaitre le football féminin. Jusque-là Marilou Duringer, avec son club de Schwindratzheim, était déjà plusieurs fois championne de la Ligue régionale d'Alsace. Une compétition de championnat national n'a été introduite que durant la saison 1974-1975. Le championnat de France de football féminin n'a été créé qu'en 1992.
En 1973, les femmes du FC Schwindratzheim ont rejoint le FC Vendenheim. Marilou Duringer malgré une triple fracture de la cheville subie à 35 ans, y a joué jusqu'à ses 40 ans. Elle est toujours active. Dans la première moitié des années 1970, l'entraîneur national Pierre Geoffroy l'a invitée à un stage de l'équipe nationale à Reims. Sa demande de congé a été refusée par son employeur, une compagnie d'assurance, avec l'affirmation « c'est votre travail et pas un jeu » . Dans le même temps, elle a poursuivi au FC Vendenheim dans son nouveau rôle de responsable de club bénévole. Elle y est toujours active.
Créatrice de la première section sportive féminine au FC Vendenheim-Schwindratzheim dès 1974, ancienne cheffe de délégation de l’Équipe de France féminine, première femme à siéger au Conseil fédéral de la FFF (de juin 1985 à mars 1995, puis de février 2005 à juin 2011), présidente du FC Vendenheim depuis 2013, Marilou Duringer incarne parfaitement le développement du football féminin en France.
Elle n'a pas tardé à être nommée chef de délégation de l'équipe nationale féminine. Dès lors, elle accompagne notamment les footballeuses dans des tournois internationaux amicaux et, après la qualification de la France au championnat d'Europe féminin 1997  et pour la première fois en 2003 pour une phase finale de la Coupe du monde 2003, également aux tournois continentaux et mondiaux. Elle a aussi tenu cette fonction dans la coupe du monde 2011 en Allemagne. Elle travaille aux côtés de quatre sélectionneurs, Francis Coché, Aimé Mignot, Élisabeth Loisel et Bruno Bini. En tant que conseillère fédérale de la FFF, elle a supervisé le travail de six présidents. À la suite de la restructuration des organes directeurs en 2011, elle a également été élue à la Haute Autorité du football en décembre 2012.
Son action principale et sa préoccupation centrale, pendant quatre décennies, est la reconnaissance et l'égalité de traitement du football féminin. Les femmes sont représentées de manière disproportionnée dans les instances décisives de la fédération, mesurée par leur part dans le nombre total de membres de la FFF (environ 3% en 2011), mais toujours nettement minoritaire au sein du comité exécutif.  
Marilou Duringer avait déclaré en 2003 que jusque dans les années 1990 au sein de l'association, un « désintérêt absolu pour les problèmes du football féminin avait prévalu. Et même aujourd'hui, nous devons constamment convaincre. On ne retrouve pas la même attention que les hommes. [...] Le combat continue ».
En septembre 2012, la FFF a honoré la « pionnière du football féminin français » pour son engagement d'un quart de siècle en tant que chef de délégation.
La FFF et la Direction technique nationale ont lancé une nouvelle épreuve, le Challenge Marilou Duringer, réservé aux sections sportives scolaires féminines des collèges.

## Biographie
- Collectif (éd.: Ligue d'Alsace de Football Association), 100 ans de football en Alsace., vol. 5, Strasbourg, Édito, 2002 (ISBN 2-911219-13-9), p. 156-158
- Pascal Grégoire-Boutreau (préf. Claude Simonet et Aimé Jacquet), Au bonheur des filles, Saint-Étienne, Cahiers intempestifs, 2003, 303 p. (ISBN 2-911698-25-8)
- Laurence Prudhomme-Poncet, Histoire du football féminin au XXe siècle, Paris, L'Harmattan, 2003, 295 p. (ISBN 2-7475-4730-2, lire en ligne)